# Société nationale des eaux du Bénin
 (novembre 2019).
La Société nationale des eaux du Bénin (SONEB) a été créée en 2003 par le décret n° 2003-203 du 12 juin 2003. Elle a pour mission le captage, le transport, le traitement et la distribution de l'eau potable, ainsi que l'évacuation des eaux usées.

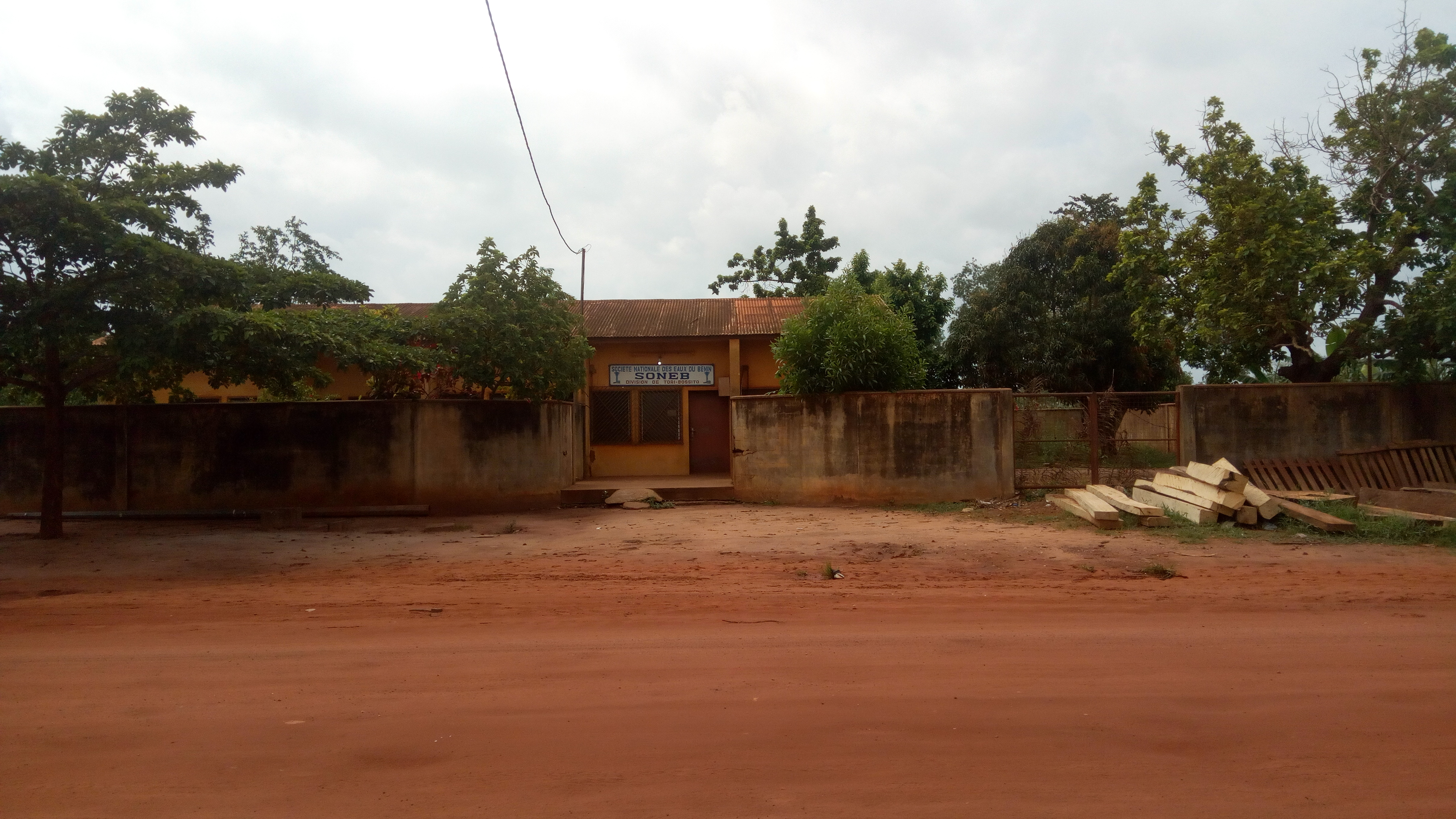
Soneb antenne de Tori-Bossito

## Généralité
En termes d’activités, la Soneb est une Société Anonyme Unipersonnelle / Entreprise publique au capital social d'un milliard de francs CFA et ayant pour objet social la production et distribution d’eau potable en milieu urbain et périurbain, ainsi que l'évacuation et le traitement des eaux usées au Bénin. Elle exploite depuis 2003 une soixantaine de systèmes d’adduction d’eau potable (AEP) qui alimentent 69 Chefs-lieux de communes sur les 77 existantes, dont un nombre important de petits systèmes d’eau.

## Historique
Créée en 2003 par décret N° 2003-203 du 12 juin 2003, à la suite de la séparation des deux activités Eau et Energie de l’ancienne Société béninoise d’Electricité et d’Eau (SBEE), la SONEB est une société anonyme unipersonnelle à caractère industriel et commercial qui exerce son activité dans le domaine de l’eau potable.
Au départ, la distribution de l’énergie électrique et de l’eau était assurée au Bénin, depuis la période de l’Indépendance jusqu’à fin décembre 2003, par une seule et unique société : La société béninoise d'électricité et d'eau (SBEE).
Mais cette société a changé plusieurs fois de dénomination pour diverses raisons. 
En effet, la convention du 30 septembre 1955 avait concédé à la Compagnie coloniale de distribution d'énergie électrique (CCDEE) toutes les installations qui étaient en gérance sous régie. Par la même convention, la CCDEE avait aussi en charge l’adduction et la distribution de l’eau potable à Cotonou, seule ville en développement à cette époque.
Après l’indépendance des pays africains, la CCDEE est devenue successivement Compagnie centrale de distribution d'énergie électrique (CCDEE) et Compagnie centrale de distribution d'eau et d'énergie (CCDEE).
En 1973, l’Etat dahoméen sous "la Révolution", en prenant en charge les secteurs vitaux de l’économie nationale, a procédé à la nationalisation de la Compagnie Centrale de Distribution d’Eau et d’Energie. Et par l’ordonnance n° 73-13 du 7 février 1973, il a été créé la Société dahoméenne d'électricité et d'eau (SDEE) qui deviendra plus tard la Société béninoise d'électricité et d'eau (SBEE).
En 2003, au terme du processus de la réforme institutionnelle de la Société Béninoise d’Electricité et d’Eau (SBEE) qui a abouti à la séparation des deux activités «Eau et Electricité», la Société nationale des eaux du Bénin (SONEB) a été créé par décret n°2003-203 du 12 juin 2003. La Société a pour objet la production, le transport et la distribution de l’eau potable et l’assainissement.

## Mission
La Soneb a pour objet la captation, le transfert, le traitement et la distribution de l’eau potable ainsi que l’évacuation des eaux usées. Ses activités s’étendent sur l’ensemble du territoire national. Elle intervient en milieu urbain.
La Soneb est placée sous la tutelle du Ministère de l'Energie, de l'Eau et des Mines (MEEM).
La Société est dotée de la personnalité morale et de l’autonomie financière. Elle exerce ses activités conformément à ses statuts et aux lois ainsi que les règlements de l’acte Uniforme de l’Organisation pour l’Harmonisation en Afrique du Droit des Affaires (OHADA) relatif au droit des sociétés commerciales et groupements d’intérêt économique.